# Кринки (Мазовецьке воєводство)
Кринкі (пол. Krynki) — село в Польщі, у гміні Папротня Седлецького повіту Мазовецького воєводства.
Населення — 111 осіб (2011).
У 1975-1998 роках село належало до Седлецького воєводства.

## Демографія
Демографічна структура станом на 31 березня 2011 року:
|          | Загалом | Допрацездатний вік | Працездатний вік | Постпрацездатний вік |
| -------- | ------- | ------------------ | ---------------- | -------------------- |
| Чоловіки | 57      | 8                  | 44               | 5                    |
| Жінки    | 54      | 10                 | 32               | 12                   |
| Разом    | 111     | 18                 | 76               | 17                   |